# Hyperdub
Hyperdub es un sello discográfico londinsense, fundado y conducido por Steve Goodman.
Entre los artistas que han publicado en Hyperdub están el dueño del sello Kode9 (quien habitualmente colaboraba con el MC The Spaceape), Pressure y Burial, cuyo álbum debut fue nombrado disco del año en 2006 por The Wire, apareciendo en el número cinco de la lista de Mixmag de discos del año.
El periodista Martin Clark nombró a Hyperdub como su sello de dubstep del año en 2007.

## Discografía
| Número de catálogo | Formato | Fecha de publicación | Artista                                      | Título                                         |
| ------------------ | ------- | -------------------- | -------------------------------------------- | ---------------------------------------------- |
| HYP001             | 10"     | Abr 2004             | Kode9 + Daddi Gee                            | Sign of the Dub / Stalker                      |
| HYP002             | 10"     | Oct 2004             | Kode9 + Daddi Gee                            | Spit (vox) / Spit (dub)                        |
| HDB001             | 12"     | May 2005             | Burial                                       | South London Boroughs e.p.                     |
| HYP003             | 10"     | Ago 2005             | Kode9 + The Spaceape                         | Kingstown (vox) / Kingstown (dub)              |
| HDB002             | 12"     | Oct 2005             | Pressure (feat. Warrior Queen)               | Money Honey (original) / Money Honey (remix)   |
| HDP001             | MP3     | Feb 2006             | Kode9 + The Spaceape                         | Fukkaz (vocal)                                 |
| HYP004             | 10"     | Mar 2006             | Kode9 + The Spaceape                         | Backward (vox) / 9 Samurai                     |
| HDBCD001           | CD      | May 2006             | Burial                                       | Burial                                         |
| HDB003             | EP      | Ago 2006             | Burial                                       | Distant Lights EP                              |
| HYP005             | 10"     | Oct 2006             | Kode9 + The Spaceape                         | Curious (feat. Ms Haptic) / Portal             |
| HYPCD001           | CD      | Oct 2006             | Kode9 + The Spaceape                         | Memories of the Future                         |
| HYP006             | 12"     | May 2007             | Massive Music Kode9 + The Spaceape           | Find my way (Kode9 remix) Quantum (edit)       |
| HDB004             | EP      | Jul 2007             | Burial                                       | Ghost Hardware                                 |
| HDB005             | 12"     | Oct 2007             | LV. feat Errol Bello LV. feat. Dandelion     | Globetrotting Takeover (dub)                   |
| HDB006             | 12"     | Sept 2007            | The Bug feat. Killa P. & Flow Dan            | Skeng/Skeng (Kode9 remix)                      |
| HDB007             | 12"     | Oct 2007             | Quarta 330 Kode9                             | Sunset Dub 9 Samurai Remix                     |
| HDBCD002           | CD      | Nov 2007             | Burial                                       | Untrue                                         |
| HDB008             | 12"     | Feb 2008             | Ikonika                                      | Please / Simulacrum                            |
| HDB009             | 12"     | Feb 2008             | Zomby                                        | Mu5h / Spliff Dub (Rustie remix)               |
| HDB010             | 12"     | Abr 2008             | Darkstar                                     | Need You / Squeeze My Lime                     |
| HYP007             | 12"     | Abr 2008             | Kode9 & the Spaceape                         | Konfusion                                      |
| HDB011             | 12"     | Ago 2008             | LV feat Dandelion                            | CCTV / Dream Cargo                             |
| HBD012             | 12"     | Jul 2008             | Samiyam                                      | Return EP                                      |
| HBD013             | 12"     | Oct 2008             | King Midas Sound                             | Cool Out                                       |
| HDB015             | 12"     | Sep 2008             | Ikonika                                      | Millie / Direct                                |
| HDB016             | 12"     | Dic 2008             | Zomby                                        | Zomby EP                                       |
| HYP008             | 12"     | Dic 2008             | Kode9 vs. LD                                 | Bad / 2 Bad                                    |
| HDB017             | 12"     | Nov 2008             | Quarta330 Cardopusher                        | Sabacco Cardopusher - Homeless (Quarta330 rmx) |
| HDB018             | 12"     | Feb 2009             | Joker 2000F & Jkamata                        | Digidesign You Don’t Know What Love Is         |
| HDB019             | 12"     | Mar 2009             | LD                                           | Traumatic Times / Woodblock                    |
| HYP009             | 12"     | Mar 2009             | Kode9                                        | Black Sun / 2 Far Gone                         |
| HDB020             | 12"     | May 2009             | Cooly G                                      | Narst / Love Dub                               |
| HDB021             | 12"     | Jun 2009             | King Midas Sound                             | Dub Heavy - Hearts & Ghosts                    |
| HDB022             | 12"     | Jul 2009             | Mark Pritchard & Om'Mas Keith                | Wind It Up                                     |
| HDB023             | 12"     | Ago 2009             | Kode9 & The Spaceape Black Chow Flying Lotus | Hyperdub 5.1 EP                                |
| HDB024             | 12"     | Sep 2009             | Joker & Ginz Zomby Samiyam                   | Hyperdub 5.2 EP                                |
| HDBCD005           | 2xCD    | Oct 2009             | Various Artists                              | 5: Five Years of Hyperdub                      |
| HDB025             | 12"     | Oct 2009             | Quarta 330 LV ft. Dandelion                  | Hyperdub 5.3 EP                                |
| HDB026             | 12"     | Oct 2009             | Martyn LD                                    | Hyperdub 5.4 EP                                |
| HDB027             | 12"     | Dic 2009             | Mala Cooly G                                 | Hyperdub 5.5                                   |
| HDB028             | 12"     | Oct 2009             | Darkstar                                     | Aidy's Girl Is a Computer                      |
| HDBCD003           | CD      | Nov 2009             | King Midas Sound                             | Waiting for You                                |
| HDB029             | 12"     | Nov 2009             | Ikonika                                      | Sahara Michael / Fish                          |
| HDB030             | 12"     | Feb 2010             | Scratcha DVA                                 | Natty / Ganja                                  |
| HDB031             | 12"     | Feb 2010             | Terror Danjah                                | Acid / ProPlus                                 |
| HDB032             | 12"     | Mar 2010             | Kyle Hall                                    | Kaychunk / You Know What I Feel                |
| HDB033             | 12"     | Abr 2010             | Ikonika                                      | Idiot                                          |
| HDB034             | 12"     | Abr 2010             | LV* & Quarta 330* / Dong                     | Hylo / Suzuran (LV & Quarta 330 Remix)         |
| HDB035             | 12"     | Jul 2010             | Ikonika                                      | Edits EP                                       |
| HDB036             | 12"     | Jul 2010             | Ill Blu                                      | Bellion / Dragon Pop                           |
| HDB037             | 12"     | Ago 2010             | Terror Danjah & DOK*                         | Bruzin VIP / Hysteria                          |
| HDB038             | 12"     | Ago 2010             | Cooly G                                      | Up In My Head / Phat Si                        |